# Đại An, Đài Trung
Đại An (tiếng Trung: 大安區; bính âm: Dà'ān Qū) là một khu (quận) của thành phố Đài Trung, Trung Hoa Dân Quốc (Đài Loan). Quận nằm ở khu vực ven biển và nằm giữa hai con sông Đại An và Đại Giáp. Nền kinh tế của quận chủ yếu phụ thuộc vào nông nghiệp. Trước ngày 25 tháng 12 năm 2010, Đại An là một hương thuộc huyện Đài Trung. Đại An có diện tích 27,4045 km² và dân số tháng 8 năm 2011 là 20.106 người thuộc 5.300 hộ gia đình; mật độ dân cư đạt 733,7 người/km².